# 何東中學
何東中學（英語：Hotung Secondary School），原名何東女子職業學校，1970年改稱何東官立工業女中學；正校位於香港銅鑼灣嘉寧徑，分校是前身是位於東院道的東院道官立小學，由何啟東爵士捐建下於1953年創校，是一所全日制女子官立中學。學校總佔地約12,300平方米，是香港首間設立的官立職業學校兼唯一擁有分校的女子官立中學。

## 校政管理
歷任校監
- 劉穎賢 女士

歷任校長
- 張謝琮賢 女士，MBE（已故）[1]
- 戚懿璧 女士
- 馮蓮歡 女士
- 何嘉璇 女士
- 何鳳屏 女士
- 黃燕玲 女士[2]
- 鄭邵錦嫦 女士

歷任副校長
- 1954年至1962年：劉圓爵 女士[3]
- 吳惠霖 女士
- 曾羅婉芬 女士

## 校史
何啟東爵士在1952年初為了讓基層女子透過基本的職業訓練去達致自力更生，於是致函予英國教育大臣，表達其希望在香港創立一間新式的職業學校的意願。他接著於1953年捐出20萬元協助建校，在庇理羅士養正院舊址（即何東中學現址地段）創立何東女子職業學校（Ho Tung Technical School For Girls）。校舍總建築費達50萬元。當時學校只設中一至中三年級，並與官立嘉道理爵士小學共用校舍，學生被安排在下午上課。而學校的開幕禮由時任港督葛量洪爵士及何東爵士共同於1953年3月主持。
至1954年9月，學生於現址上學，而授課語言亦由中文改為英文。課程編制上圍繞商科、家政科以及工藝科。人數方面，創校初期時只有200多名學生。後來於1963年，校方秋季增辦理科和中六年級，以應付中五畢業生往海外升學或升讀2年制師範學校的需要。1970年，學校中文名稱因應要反映香港工業當年的發展趨勢而改為何東官立工業女中學。1997年再按照同年發表的《職業先修及工業中學教育檢討報告書》內有關學校可刪去「工業」字眼的建議而更名為何東中學。該校雖為女校，但曾於中六及中七兼收男生，直至2012年最後一屆香港高級程度會考為止。何東中學現時的分校前身是東院道官立小學校舍，從1983年開始被校方接收使用至今。

## 著名教職員
- 許仕仁：前香港政務司司長（1970年至1971年）[5]

## 著名/傑出校友
- 亦　舒（1964年中六）：著名作家，倪匡之妹[6]
- 陳馮富珍，OBE，JP（1966年中五）：前世界衛生組織總幹事、前衛生署署長[7]
- 梁唐青儀：前特首梁振英夫人[8]
- 陳念慈，MBE，JP（1979年中五、1980年重讀中五畢業）：見習騎師學校首名女校長、前香港傑出羽毛球運動員[9][10]
- 徐尉玲，SBS，JP：前市政局議員、前灣仔區議會議員及香港董事學會行政總裁[11]
- 蘇玉華（1985年中五、1987年中七）：無綫電視演員[12]
- 陳穎妍（1995年中五）：香港女藝人[13]
- 江美儀：香港女藝人[14]
- 高麗虹：前香港女藝人、香港小姐冠軍[15]
- 黃嘉瑜：now新聞首席記者、獨立監察警方處理投訴委員會高級經理
- 麥瑞琼：香港工商界知名人士[16]
- 歐子欣：前香港女演員[17]
- 李炘頤（2007年中五）：ViuTV女藝員
- 潘靜文（2016年中六）：香港兒童節目主持、《聲夢傳奇》學員[18]
- 藍雪寶：香港網絡名人、微博知名博主
- 姚偉梅（1981年中六）：香港教育大學社會科學系教授及葛量洪堂舍監[19]
- 方泳琳：香港女藝人及前女子籃球員
- 楊穎宇（1989年中七）：香港歷史學家、前香港考試及評核局評核發展部經理
- 戴畹旂：香港女藝人

## 外部連結
- HOTUNG SECONDARY SCHOOL 何東中學 （页面存档备份，存于）
- 何東中學校友會